# 马科蒂 (北达科他州)
马科蒂（英語：Makoti），是美国北达科他州下属的一座城市。根据2010年美国人口普查，该市有人口154人。